# Koźmin Wielkopolski
Koźmin Wielkopolski (in tedesco Koschmin) è un comune urbano-rurale polacco del distretto di Krotoszyn, nel voivodato della Grande Polonia. Ricopre una superficie di 152,69 km² e nel 2004 contava 13 854 abitanti.